# (100053) Danstinebring
(100053) Danstinebring es un asteroide perteneciente al cinturón de asteroides, descubierto el 2 de enero de 1992 por el equipo del Spacewatch desde el Observatorio Nacional de Kitt Peak, Arizona, Estados Unidos. Debe su nombre a Dan Stinebring, investigador principal del consorcio NANOGrav (Observatorio norteamericano de nanohercios para ondas gravitatorias).